# Коткин, Глеб Леонидович
Глеб Леонидович Коткин (20 сентября 1934, Тобольск, Обско-Иртышская область — 8 мая 2020 или 2020, Новосибирск) — советский и российский физик, кандидат физико-математических наук (1979), методист, профессор кафедры теоретической физики физического факультета Новосибирского государственного университета (1992), специалист в области физики высоких энергий, физики элементарных частиц и образования частиц в соударениях фотонов высоких энергий. Предложил с соавторами идею фотон-фотонного коллайдера.
Автор и соавтор более ста научных публикаций. По состоянию на 2021 год имел более 2300 цитирований своих работ, опубликованных в реферируемых журналах. Индекс Хирша (2021 год) — 17.

## Биография
Г. Л. Коткин родился 20 сентября 1934 года в Тобольске. Жил с 1947 года городе Боровичи Новгородской области, где в 1952 году окончил школу. В тот же год поступил в Московский государственный университет (МГУ). В 1958 году он с отличием окончил физический факультет МГУ по специальности «Физика», а в 1961 году окончил там аспирантуру под руководством В. П. Силина. С 1961 года по распределению начал работать в качестве ассистента в Новосибирском государственном университете (НГУ), где инициировал появление системы заданий для проверки знаний студентов в «духе курса Ландау и Лифшица», из которой вырос в 1966 году задачник по механике, название («Сборник задач по классической механике») для которого предложил В. Д. Кривченков. Первоначальная система заданий на занятиях по механике и электродинамике позже получила распространение на все физические курсы. В 1963 году стал старшим преподавателем, а в 1971 году — доцентом кафедры общей и теоретической физики НГУ. Он также работал сотрудником-совместителем в лаборатории теоретической физики Института математики СО РАН. В 1979 году защитил кандидатскую диссертацию по теме «Электромагнитные эффекты в некоторых адронных процессах». В 1992 году назначен профессором кафедры теоретической физики. На физическом факультете НГУ Коткин читал основные курсы, такие как «Статистическая физика», «Аналитическая механика», «Физика волновых процессов» и «Вопросы теории колебаний», а также вёл занятия по теоретической и общей физике. Под его руководством была защищена одна кандидатская диссертация.
Коткин организовал и руководил уникальным компьютерным практикумом по квантовой механике, разработал компьютерные лабораторные работы и лекционные демонстрации по механике, электродинамике и статистической физике. Он также принимал участие в создании в НГУ практикума «Моделирование физических процессов на ЭВМ», ставшего первым подобным практикумом среди всех университетов СНГ.
Коткин в соавторстве с В. Г. Сербо написал учебное пособие «Сборник задач по классической механике», которое выдержало четыре переиздания на русском языке, а также переводилось на английский, польский, французский и испанский языки.
Г. Л. Коткин также принимал активное участие в организации и проведении физико-математических олимпиад для школьников и студентов, сначала первых Всесибирских, затем Всесоюзных и Всероссийских, придумывал задачи. Он являлся членом редакционного совета научно-популярного журнала «Квант», для которого составлял задачи и писал статьи. Один из создателей цикла лабораторных работ на компьютере «Квант», за который получил серебряную медаль ВДНХ в 1991 году.
В 2008 году подписал открытое письмо против введения в школе курса «Основы православной культуры».
Умер 8 мая 2020 года после непродолжительной болезни, вызванной вирусом COVID-19. В НГУ открыта аудитория его имени.

## Научный вклад
Коткин внёс вклад в развитие физики высоких энергий и физики элементарных частиц. Основные направления его научной деятельности: теория встречных фотон-фотонных пучков и новая схема их получения, когерентное тормозное излучение.
Учёный участвовал в разработке проектов систем и предложении будущих исследований на встречных фотон-фотонных пучках на базе строящихся коллайдеров. Исследовал роль сильных электромагнитных полей и ограниченных размеров сталкивающихся пучков в столкновениях частиц. В своих работах Г. Л. Коткин с соавторами предложил новую схему получения встречных фотонных пучков высоких энергий на базе ускорителей со встречными линейными электрон-позитронными пучками. В предложенной схеме возможен высокий коэффициент конверсии (~1), когда почти каждый высокоэнергетический электрон передаёт энергию одному фотону. Этот коэффициент особенно важен в линейных коллайдерах поскольку комптоновское рассеяние фотонов лазерного излучения на высокоэнергетических электронах происходит только один раз. Эти результаты были включены в опубликованные проекты линейных ускорителей, разрабатываемых в США, Японии и Германии.
Дал полное описание процесса многофотонного комптоновского рассеяния, где были учтены поляризационных свойств как падающего, так и вылетающих электронов, а также испускаемого фотона в монохроматической лазерной волне.

## Награды
- Медаль «За доблестный труд. В ознаменование 100-летия со дня рождения В. И. Ленина» (1970)[5][14].
- Почётный знак Министерства высшего и среднего специального образования СССР «За отличную работу в области высшего образования»[5].
- Получил (совместно с Ткаченко В. А., Ткаченко О. А., Тупицыным В. Г.) серебряную медаль на ВДНХ в 1991 году за цикл лабораторных работ на компьютере[12].
- «Компьютерный практикум по электродинамике» — победитель Первого Европейского конкурса учебного программного обеспечения EASA’94 (г. Гейдельберг, Германия, 27—29 ноября 1994 года). Дипломом отмечен коллектив авторов: Н. А. Башлыкова (Витюгова), А. М. Задорожный, В. Г. Казаков, Е. А. Переведенцев, Ю. И. Эйдельман, С. Г. Воропаев, Г. Л. Коткин[25][26].